# Yves Humann
 (octobre 2014).
Yves Humann est un poète français, traducteur, critique et professeur de philosophie né en 1959 à Nevers dans la Nièvre.      

## Biographie
Après une maîtrise de philosophie, L'absence de Dieu chez Hölderlin et Nietzsche, à l'Université de Dijon en 1982, et un DEA de sociologie sur les intellectuels et l'État, à l'Université Paris 4 Sorbonne en 1985, il enseigne au lycée Notre-Dame de Nevers. Il organise pour ses élèves des rencontres avec des poètes et donne des conférences, entre philosophie et poésie, à l'Université du temps libre à Nevers. Il initie les rencontres « Des lumières pour l'Europe » en 2016, avec Abdennour Bidar (philosophe), Michaël Levinas (musicien), Danielle Cohen-Levinas (philosophe), Mohammad Heydari-Malayeri (astrophysicien), Nathalie Schnur (philosophe) et des « Ressources culturelles pour l'Europe », en 2018, avec Louis Sclavis et Benjamin Moussay (musiciens), Pierre Guenancia (philosophe), Jean-Yves Masson (poète et traducteur). Il réfléchit à la possibilité d'une Europe inspirée par son origine humaniste et sa culture. Il favorise la créativité interactive poésie /jazz/rock dans des projets avec "Aldo" Michel Ledoux (guitariste et bidouilleur), Jeff Verry (saxophoniste).   

## Œuvres
Sa poésie se réclame d'un certain « lyrisme critique », pour reprendre l'expression de Jean-Michel Maulpoix.  
Il a collaboré à de nombreuses revues (Triages, Décharge, Archipel, Europe plurilingue, Comme ça et autrement, Liqueur 44 ) et collabore actuellement à Rehauts, Arpa, Europe, Nunc, Villa Europa. Il a rédigé des notes de lecture pour Le Nouveau Recueil dont l'article Les  « voix » multiples d'Antonio Porchia qui est cité dans la page Poésie philosophique et une critique du recueil Le Bel Amour de Michel Cazenave. 
Sur le site de poésie Recours au poème, il a rendu hommage à l'écrivain, poète et animateur de radio franco-tunisien Abdelwahab Meddeb intitulé Abdelwahab Meddeb, portrait de l'homme en poète. Il y tient également une chronique, Entre poésie et philosophie. Il a publié un article intitulé  Pourquoi encore et toujours la poésie en ces temps d'indigence européenne ?  pour la revue Villa Europa n°6.

### Publications
- L'autre nuit (avec Jean-Christophe Belleveaux), éditions Saint-Germain-des Prés, 1983
- Sourire aux anges, éditions polder-Décharge no 102, 1999
- L'inquiétude, Comme ça et Autrement éditions JCB, 1999
- Les jours tissés, éditions L'Impertinente, 2000
- Le monde au loin, éditions Gros Textes, 2001
- Pas perdus sous le ciel qui n'existe pas, éditions Gros Textes, 2003
- Un chant de bruine, éditions L'Impertinente 2003
- La vie lourde , bilingue (traduction anglaise de Jean-Luc Breton), éditions Gros Textes, 2006
- Une musique de langue de terre[4], éditions Potentille, 2008
- Le voile[5], éditions Pré Carré éditeur, 2011
- Les vacances au bord de la mer[6], couverture réalisée par Aline Coton, Pré Carré éditeur, 2013
- L'inquiétude de l'esprit ou pourquoi la poésie en temps de crise? , éditions Cécile Defaut, 2014 (essai collectif réunissant vingt-et-un poètes et philosophes contemporains, co-dirigé avec Béatrice Bonneville-Humann)[7]  — Il est à l'initiative de ce dernier ouvrage qu'il a conçu comme un manifeste pour la défense de la poésie contemporaine[8] dans un monde troublé, avec notamment la participation de Philippe Jaccottet, Michel Deguy, Jean-Luc Nancy, Marie-Claire Bancquart[9]
- Un petit objet de la flânerie et de la pauvreté, éditions Gros Textes, 2017
- Variations autour de la lumière, éditions Gros textes, 2019
- Élégie pour la vie qui s'absente, éditions de Corlevour, 2020

## Traductions
- Traducteur du poète portugais Nuno Júdice[10], certaines traductions sont présentes sur le site de poésie Recours au poème et sur le site Le Nouveau Recueil.
- Le mystère de la beauté de Nuno Júdice, traduit du portugais  par Lucie Bibal et Yves Humann, éditions Potentille, 2011
- Le sentiment fugace de l'éternel, suivi de Géographie du chaos  de Nuno Jứdice, traduit du portugais par Béatrice Bonneville-Humann et Yves Humann, éditions de Corlevour, 2015
- Manuel de notions essentielles de Nuno Júdice, traduit du portugais  par Béatrice Bonneville-Humann et Yves Humann, éditions Atelier La Feugraie, 2015
- Naviguer à vue de Nuno Judice, traduit du portugais par Béatrice Bonneville-Humann et Yves Humann, éditions de Corlevour, 2017
- Le Mythe d'Europe de Nuno Judice, traduit du portugais par Béatrice Bonneville et Yves Humann, éditions de Corlevour, 2020

## Anthologies
- Présent dans l'anthologie permanente du site de poésie de Jean-Michel Maulpoix.
- Présent dans l'anthologie permanente du site de poésie Recours au poème[11].
- Présent dans l'anthologie du poète Jacques Basse intitulée Visages de Poésie aux éditions Rafael de Surtis.